# Bouhans-et-Feurg
Bouhans-et-Feurg là một xã thuộc tỉnh Haute-Saône trong vùng Bourgogne-Franche-Comté phía đông nước Pháp.